# Боарта
Боарта (рум. Boarta) — село у повіті Сібіу в Румунії. Входить до складу комуни Шейка-Маре.
Село розташоване на відстані 228 км на північний захід від Бухареста, 24 км на північ від Сібіу, 97 км на південний схід від Клуж-Напоки, 115 км на захід від Брашова.

## Населення
За даними перепису населення 2002 року у селі проживала 451 особа.
Національний склад населення села:
| Національність | Кількість осіб | Відсоток |
| -------------- | -------------- | -------- |
| румуни         | 320            | 71,0%    |
| угорці         | 127            | 28,2%    |

Рідною мовою назвали:
| Мова      | Кількість осіб | Відсоток |
| --------- | -------------- | -------- |
| румунська | 325            | 72,1%    |
| угорська  | 122            | 27,1%    |